# Список лансонов Российского императорского флота

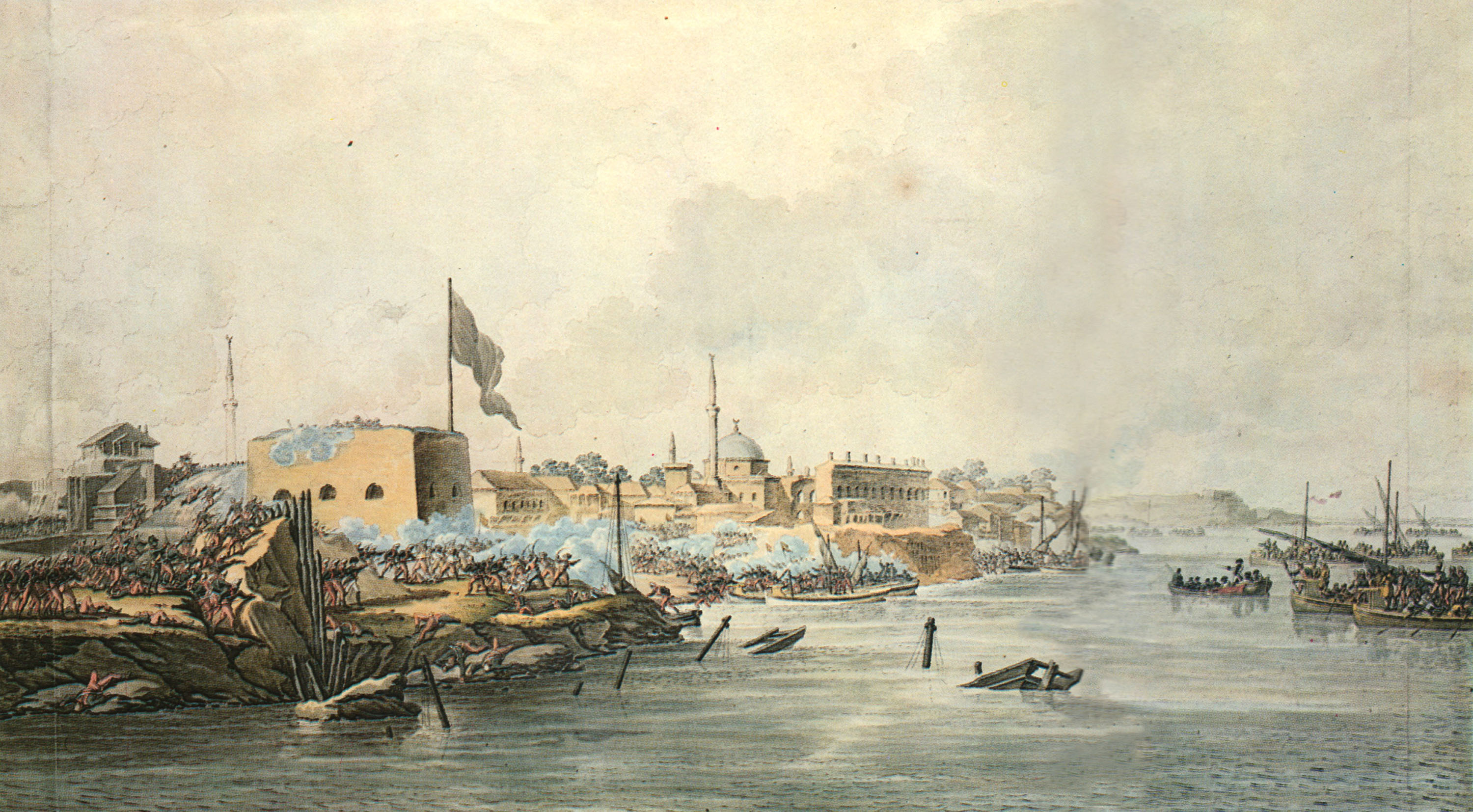
Самуил Шифляр, «Взятие Измаила 11 декабря 1790 года».

В список включены все лансоны, состоявшие на вооружении Российского императорского флота.
В российском флоте лансонами назывались одно- или двухмачтовые парусно-гребные суда, предназначенные для действий против гребных судов противника, перевозки войск и высадки десантов, а также для совместных действий с армией на побережье и на реках. В России суда данного типа строились только для нужд Черноморского флота в конце XVIII — начале XIX века по образцу взятых в плен турецких лансонов. Вооружение судов состояло из 4—8 пушек малого калибра или 1—2 мортир.
Лансоны активно применялись во время Русско-турецкой войны 1787—1791 годов в боевых действиях в Днепровско-Бугском лимане и на Дунае. В состав Черноморского флота входили как суда, построенные в России, так и трофейные турецкие лансоны.

## Легенда
- Размер — длина и ширина судна в метрах.
- Осадка — осадка судна (глубина погружения в воду) в метрах.
- Верфь — верфь постройки судна.
- Место пленения — для трофейных судов место, где судно было захвачено.
- Корабельный мастер — фамилия мастера, построившего судно.
- История службы — основные даты, места и события.
- н/д — нет данных.

Сортировка может проводиться по любому из выбранных столбцов таблиц, кроме столбцов История службы и Примечания.

## Построенные в России
В этом разделе представлены суда, построенные на российских верфях по образцу взятых в плен турецких лансонов.
| Название  | Ор. | Размер     | Ос. | Верфь               | Мастер         | Вх.  | Вых. | История службы | Прим.             |
| --------- | --- | ---------- | --- | ------------------- | -------------- | ---- | ---- | --- | ----------------- |
| Мирон     | 6   | 22 х 5,2   | 2   | На реке Днестр      | Нефедьев       | 1790 | н/д  | Принимал участие в русско-турецкой войне 1787—1791 годов. В составе гребной флотилии генерал-майора И. М. де Рибаса участвовал в прорыве в Сулинское гирло Дуная, сражении с турецкой флотилией, а также взятии крепостей Тульча и Исакча. Вместе с остальными судами флотилии принимал участие в блокаде, бомбардировках и штурме Измаила, перевозке войск из Галаца в Исакчу, взятии крепости Браилов и сражении под Мачином. После войны совершал плавания по Днепру, Бугу, лиманам и в Чёрном море, а также в 1794 году нёс брандвахтенную службу в Одессе.                                                                                              | [ 1 ] [ 4 ]       |
| Моисей    | 6/8 | 22 х 5,2   | 2   | На реке Днестр      | Нефедьев       | 1790 | н/д  | Принимал участие в русско-турецкой войне 1787—1791 годов. В составе гребной флотилии генерал-майора И. М. де Рибаса участвовал в прорыве в Сулинское гирло Дуная, сражении с турецкой флотилией, а также взятии крепостей Тульча и Исакча. Вместе с остальными судами флотилии принимал участие в блокаде, бомбардировках и штурме Измаила, перевозке войск из Галаца в Исакчу, взятии крепости Браилов и сражении под Мачином. После войны совершал плавания по Днепру, Бугу, лиманам и в Чёрном море. | [ 1 ] [ 5 ]       |
| Самуил    | 6   | 22 х 5,2   | 2   | На реке Днестр      | Нефедьев       | 1790 | н/д  | Принимал участие в русско-турецкой войне 1787—1791 годов. В составе гребной флотилии генерал-майора И. М. де Рибаса участвовал в прорыве в Сулинское гирло Дуная, сражении с турецкой флотилией, а также взятии крепостей Тульча и Исакча. Вместе с остальными судами флотилии принимал участие в блокаде, бомбардировках и штурме Измаила, перевозке войск из Галаца в Исакчу, взятии крепости Браилов и сражении под Мачином. После войны совершал плавания по Днепру, Бугу, лиманам и в Чёрном море. В 1797 году занимал карантинный пост у Очакова, а в 1798 году стоял на Николаевском рейде.                                                           | [ 1 ] [ 5 ]       |
| Антип     | 4   | 22 х 5,2   | 1,8 | Кременчугская верфь | Торошилов      | 1790 | н/д  | Принимал участие в русско-турецкой войне 1787—1791 годов. В составе гребной флотилии генерал-майора И. М. де Рибаса участвовал в прорыве в Сулинское гирло Дуная, сражении с турецкой флотилией, а также взятии крепостей Тульча и Исакча. Вместе с остальными судами флотилии принимал участие в блокаде, бомбардировках и штурме Измаила, перевозке войск из Галаца в Исакчу, взятии крепости Браилов и сражении под Мачином. После войны с 1792 по 1798 год совершал плавания между Николаевом, Херсоном и Одессой в составе гребной флотилии. | [ 5 ] [ 6 ]       |
| Дионисий  | 1   | 22 х 5,2   | 1,8 | Кременчугская верфь | Торошилов      | 1790 | н/д  | Принимал участие в русско-турецкой войне 1787—1791 годов. В составе гребной флотилии генерал-майора И. М. де Рибаса участвовал в прорыве в Сулинское гирло Дуная, сражении с турецкой флотилией, а также взятии крепостей Тульча и Исакча. Вместе с остальными судами флотилии принимал участие в блокаде, бомбардировках и штурме Измаила, перевозке войск из Галаца в Исакчу, взятии крепости Браилов и сражении под Мачином. После войны с 1792 по 1805 год совершал плавания по Днепру, Бугу, лиманам и в Чёрном море в составе гребной флотилии. В 1806 году нёс брандвахтенную службу у Глубокой Пристани.                                             | [ 5 ] [ 6 ]       |
| Ерофей    | 4   | 22 х 5,2   | 1,8 | Кременчугская верфь | Торошилов      | 1790 | н/д  | Принимал участие в русско-турецкой войне 1787—1791 годов. В составе гребной флотилии генерал-майора И. М. де Рибаса участвовал в прорыве в Сулинское гирло Дуная, сражении с турецкой флотилией, а также взятии крепостей Тульча и Исакча. Вместе с остальными судами флотилии принимал участие в блокаде, бомбардировках и штурме Измаила, перевозке войск из Галаца в Исакчу, взятии крепости Браилов и сражении под Мачином. После войны с 1792 по 1798 год совершал плавания по Днепру, Бугу, лиманам и в Чёрном море в составе гребной флотилии. В 1802 году нёс брандвахтенную службу в Керченском проливе.                                            | [ 5 ] [ 6 ]       |
| Никон     | 4   | 22 х 5,2   | 1,8 | Кременчугская верфь | Торошилов      | 1790 | н/д  | Принимал участие в русско-турецкой войне 1787—1791 годов. В составе гребной флотилии генерал-майора И. М. де Рибаса участвовал в прорыве в Сулинское гирло Дуная, сражении с турецкой флотилией, а также взятии крепостей Тульча и Исакча. Вместе с остальными судами флотилии принимал участие в блокаде, бомбардировках и штурме Измаила, перевозке войск из Галаца в Исакчу, взятии крепости Браилов и сражении под Мачином. После войны с 1792 по 1795 год совершал плавания по Днепровскому лиману, Бугу и в Чёрном море в составе гребной флотилии. С 1796 по 1803 год состоял при Николаевском порте, а в 1804 году там же нёс брандвахтенную службу. | [ 5 ] [ 6 ]       |
| Родион    | 4   | 22 х 5,2   | 1,8 | Кременчугская верфь | Торошилов      | 1790 | н/д  | Принимал участие в русско-турецкой войне 1787—1791 годов. В составе гребной флотилии генерал-майора И. М. де Рибаса участвовал в прорыве в Сулинское гирло Дуная, сражении с турецкой флотилией, а также взятии крепостей Тульча и Исакча. Вместе с остальными судами флотилии принимал участие в блокаде, бомбардировках и штурме Измаила, перевозке войск из Галаца в Исакчу, взятии крепости Браилов и сражении под Мачином. | [ 5 ] [ 6 ]       |
| Феофан    | 8   | 22 х 5,2   | 1,8 | Кременчугская верфь | Торошилов      | 1790 | н/д  | Принимал участие в русско-турецкой войне 1787—1791 годов. В составе гребной флотилии генерал-майора И. М. де Рибаса участвовал в прорыве в Сулинское гирло Дуная, сражении с турецкой флотилией, а также взятии крепостей Тульча и Исакча. Вместе с остальными судами флотилии принимал участие в блокаде, бомбардировках и штурме Измаила, перевозке войск из Галаца в Исакчу, взятии крепости Браилов и сражении под Мачином. После войны с 1792 по 1798 год совершал плавания по Днепровскому лиману, Бугу, лиманам и в Чёрном море в составе гребной флотилии.                                                                                           | [ 5 ] [ 6 ]       |
| Фёдор     | 5   | 22 х 5,2   | 1,8 | Кременчугская верфь | Торошилов      | 1790 | н/д  | Принимал участие в русско-турецкой войне 1787—1791 годов. В составе гребной флотилии генерал-майора И. М. де Рибаса участвовал в прорыве в Сулинское гирло Дуная, сражении с турецкой флотилией, а также взятии крепостей Тульча и Исакча. Вместе с остальными судами флотилии принимал участие в блокаде, бомбардировках и штурме Измаила, перевозке войск из Галаца в Исакчу, взятии крепости Браилов и сражении под Мачином. После войны с 1792 по 1799 год совершал плавания по Днепровскому лиману, Бугу, лиманам и в Чёрном море в составе гребной флотилии. С 1800 по 1802 год состоял при Николаевском порте.                                        | [ 5 ] [ 6 ]       |
| Ипогриф   | —   | 21,4 х 5,9 | 2,7 | На реке Днестр      | н/д            | 1790 | н/д  | Принимал участие в русско-турецкой войне 1787—1791 годов. В составе гребной флотилии генерал-майора И. М. де Рибаса участвовал в прорыве в Сулинское гирло Дуная. В составе отряда подполковника де Рибаса — в высадке десанта, захватившего турецкие батареи, защищавшие вход в реку, и взятии крепостей Тульча и Исакча. В составе гребного флота находился до 1795 года. | [ 5 ] [ 7 ] [ 8 ] |
| Лаврентий | —   | 22,6 х 6,2 | 2,9 | Херсонская верфь    | М. И. Суровцев | 1807 | 1825 | В конце 1807 года был переоборудован в одноимённый бриг. | [ 5 ] [ 9 ]       |

## Захваченные
В этом разделе представлены суда, захваченные у неприятеля и вошедшие в состав Российского императорского флота.
| Название  | Ор. | Размер     | Ос. | Место пленения | Вх.                               | Вых.     | История службы | Прим.                       |
| --------- | --- | ---------- | --- | -------------- | --------------------------------- | -------- | --- | --------------------------- |
| Герасим   | 6   | 21,4 х 5,1 | 1,5 | Очаков         | 1788 год                          | н/д      | Принимал участие в русско-турецкой войне 1787—1791 годов. В составе гребной флотилии генерал-майора И. М. де Рибаса участвовал в прорыве в Сулинское гирло Дуная, сражении с турецкой флотилией, а также взятии крепостей Тульча и Исакча. Вместе с остальными судами флотилии принимал участие в блокаде, бомбардировках и штурме Измаила, перевозке войск из Галаца в Исакчу, взятии крепости Браилов и сражении под Мачином. После войны с 1792 по 1797 год совершал плавания по Днепру, Бугу, лиманам и Чёрному морю.     | [ 10 ] [ 11 ]               |
| Демьян    | н/д | 18,3 х 4,3 | 1,1 | Очаков         | 1788 год                          | н/д      | Принимал участие в русско-турецкой войне 1787—1791 годов. В составе гребной флотилии генерал-майора И. М. де Рибаса участвовал в прорыве в Сулинское гирло Дуная, сражении с турецкой флотилией, а также взятии крепостей Тульча и Исакча. Вместе с остальными судами флотилии принимал участие в блокаде, бомбардировках и штурме Измаила, перевозке войск из Галаца в Исакчу, взятии крепости Браилов и сражении под Мачином.                                                                                               | [ 10 ] [ 11 ]               |
| Евдоким   | н/д | 16,5 x 3,4 | 1,2 | Очаков         | 1788 год                          | н/д      | Принимали участие в русско-турецкой войне 1787—1791 годов. В составе гребной флотилии генерал-майора И. М. де Рибаса участвовали в прорыве в Сулинское гирло Дуная, сражении с турецкой флотилией, а также взятии крепостей Тульча и Исакча. Вместе с остальными судами флотилии принимали участие в блокаде, бомбардировках и штурме Измаила, перевозке войск из Галаца в Исакчу, взятии крепости Браилов и сражении под Мачином. После войны с 1792 по 1794 год совершали плавания по Днепру, Бугу, лиманам и Чёрному морю. | [ 10 ] [ 11 ]               |
| Захарий   | н/д | 24,4 x 4,3 | 1,2 | Очаков         | 1788 год                          | н/д      | Принимали участие в русско-турецкой войне 1787—1791 годов. В составе гребной флотилии генерал-майора И. М. де Рибаса участвовали в прорыве в Сулинское гирло Дуная, сражении с турецкой флотилией, а также взятии крепостей Тульча и Исакча. Вместе с остальными судами флотилии принимали участие в блокаде, бомбардировках и штурме Измаила, перевозке войск из Галаца в Исакчу, взятии крепости Браилов и сражении под Мачином. После войны с 1792 по 1794 год совершали плавания по Днепру, Бугу, лиманам и Чёрному морю. | [ 10 ] [ 11 ] [ 12 ]        |
| Иассон    | 5   | 18,3 x 3,7 | 1,2 | Очаков         | 1788 год                          | н/д      | Принимал участие в русско-турецкой войне 1787—1791 годов. В составе гребной флотилии генерал-майора И. М. де Рибаса участвовал в прорыве в Сулинское гирло Дуная, сражении с турецкой флотилией, а также взятии крепостей Тульча и Исакча. Вместе с остальными судами флотилии принимал участие в блокаде, бомбардировках и штурме Измаила, перевозке войск из Галаца в Исакчу, взятии крепости Браилов и сражении под Мачином.                                                                                               | [ 10 ] [ 11 ]               |
| Иустин    | н/д | 18,3 x 4,3 | 1,2 | Очаков         | 1788 год                          | н/д      | Принимал участие в русско-турецкой войне 1787—1791 годов. В составе гребной флотилии генерал-майора И. М. де Рибаса участвовал в прорыве в Сулинское гирло Дуная, сражении с турецкой флотилией, а также взятии крепостей Тульча и Исакча. Вместе с остальными судами флотилии принимал участие в блокаде, бомбардировках и штурме Измаила, перевозке войск из Галаца в Исакчу, взятии крепости Браилов и сражении под Мачином. После войны с 1792 по 1796 год совершал плавания по Днепру, Бугу, лиманам и Чёрному морю.     | [ 10 ] [ 11 ]               |
| Мануил    | н/д | 18,3 x 4,6 | 1,2 | Очаков         | 1788 год                          | н/д      | Принимал участие в русско-турецкой войне 1787—1791 годов. В составе гребной флотилии генерал-майора И. М. де Рибаса участвовал в прорыве в Сулинское гирло Дуная, сражении с турецкой флотилией, а также взятии крепостей Тульча и Исакча. Вместе с остальными судами флотилии принимал участие в блокаде, бомбардировках и штурме Измаила, перевозке войск из Галаца в Исакчу, взятии крепости Браилов и сражении под Мачином.                                                                                               | [ 10 ] [ 11 ]               |
| Симион    | н/д | н/д        | н/д | Очаков         | 1788 год                          | н/д      | Принимал участие в русско-турецкой войне 1787—1791 годов. В составе гребной флотилии генерал-майора И. М. де Рибаса участвовал в прорыве в Сулинское гирло Дуная, сражении с турецкой флотилией, а также взятии крепостей Тульча и Исакча. Вместе с остальными судами флотилии принимал участие в блокаде, бомбардировках и штурме Измаила, перевозке войск из Галаца в Исакчу, взятии крепости Браилов и сражении под Мачином. После войны с 1792 по 1794 год совершал плавания по Днепру, Бугу, лиманам и Чёрному морю.     | [ 10 ] [ 11 ] [ 13 ]        |
| Тит       | н/д | 18,3 x 4,6 | 1,2 | Аккерманн      | 26 сентября (7 октября) 1789 года | н/д      | Принимал участие в русско-турецкой войне 1787—1791 годов. В составе гребной флотилии генерал-майора И. М. де Рибаса участвовал в прорыве в Сулинское гирло Дуная, сражении с турецкой флотилией, а также взятии крепостей Тульча и Исакча. Вместе с остальными судами флотилии принимал участие в блокаде, бомбардировках и штурме Измаила, перевозке войск из Галаца в Исакчу, взятии крепости Браилов и сражении под Мачином. После войны с 1792 по 1797 год совершал плавания по Днепру, Бугу, лиманам и Чёрному морю.     | [ 14 ] [ 15 ]               |
| Амос      | 5   | 18,6 x 4,1 | 1,3 | Измаил         | 1790 год                          | н/д      | Принимал участие в русско-турецкой войне 1787—1791 годов. В составе гребной флотилии генерал-майора И. М. де Рибаса участвовал во взятии крепости Браилов и сражении под Мачином. После войны с 1792 по 1798 год совершал плавания между портами Чёрного моря. В 1799 и 1800 годах нёс брандвахтенную службу в Очакове, а в 1804 — на Херсонском рейде. | [ 16 ] [ 17 ] [ 18 ]        |
| Андроник  | 5   | 15,7 x 3,9 | 1,2 | Измаил         | 1790 год                          | н/д      | Принимал участие в русско-турецкой войне 1787—1791 годов. В составе гребной флотилии генерал-майора И. М. де Рибаса участвовал во взятии крепости Браилов и сражении под Мачином. После войны с 1792 по 1798 год совершал плавания в Чёрном море. | [ 16 ] [ 18 ]               |
| Дорофей   | н/д | 18,3 x 4,2 | 1,2 | Измаил         | 1790 год                          | н/д      | Принимал участие в русско-турецкой войне 1787—1791 годов. В составе гребной флотилии генерал-майора И. М. де Рибаса участвовал во взятии крепости Браилов и сражении под Мачином. После войны в 1792 году совершал плавания по Днепру, Бугу, лиманам и в Чёрном море. В 1793 и 1794 годах использовался для перевозки леса, предназначенного для строительства гавани, из Днепровского лимана в Гаджибей. | [ 16 ] [ 18 ]               |
| Ирина     | н/д | 15,8 x 3,7 | 0,9 | Измаил         | 1790 год                          | н/д      | Принимал участие в русско-турецкой войне 1787—1791 годов. В составе гребной флотилии генерал-майора И. М. де Рибаса участвовал во взятии крепости Браилов и сражении под Мачином. После войны с 1792 по 1797 год совершал плавания по Днепру, Бугу, лиманам и в Чёрном море. | [ 16 ] [ 18 ] [ 19 ] [ 20 ] |
| Исидор    | н/д | 15,7 x 3,7 | 1   | Измаил         | 1790 год                          | н/д      | Принимал участие в русско-турецкой войне 1787—1791 годов. В составе гребной флотилии генерал-майора И. М. де Рибаса участвовал во взятии крепости Браилов и сражении под Мачином. После войны в 1792 и 1793 годах совершал плавания в Чёрном море в составе гребной флотилии. С 1794 по 1799 год нёс брандвахтенную службу в Овидиополе. | [ 16 ] [ 18 ]               |
| Лаврентий | 3   | 17,5 x 4,3 | 1,4 | Измаил         | 1790 год                          | н/д      | Принимал участие в русско-турецкой войне 1787—1791 годов. В составе гребной флотилии генерал-майора И. М. де Рибаса участвовал во взятии крепости Браилов и сражении под Мачином. После войны с 1792 по 1797 год совершал плавания по Днепру, Бугу, лиманам и в Чёрном море. | [ 16 ] [ 18 ]               |
| Леонтий   | 5   | 18,3 x 4,3 | 1,2 | Измаил         | 1790 год                          | н/д      | Принимал участие в русско-турецкой войне 1787—1791 годов. В составе гребной флотилии генерал-майора И. М. де Рибаса участвовал во взятии крепости Браилов и сражении под Мачином. После войны с 1792 по 1795 год совершал плавания по Днепру, Бугу, лиманам и в Чёрном море. С 1796 по 1798 год нёс брандвахтенную службу в Николаеве. | [ 16 ] [ 18 ]               |
| Мавра     | 5   | 18,6 x 4,3 | 1,2 | Измаил         | 1790 год                          | 1804 год | Принимал участие в русско-турецкой войне 1787—1791 годов. В составе гребной флотилии генерал-майора И. М. де Рибаса участвовал во взятии крепости Браилов и сражении под Мачином. После войны с 1792 по 1803 год совершал плавания по Днепру, Бугу, лиманам и в Чёрном море. Разобран в Херсоне в 1804 году. | [ 16 ] [ 18 ]               |
| Марк      | н/д | 15,8 x 3,7 | 1,1 | Измаил         | 1790 год                          | н/д      | Принимал участие в русско-турецкой войне 1787—1791 годов. В составе гребной флотилии генерал-майора И. М. де Рибаса участвовал во взятии крепости Браилов и сражении под Мачином. После войны с 1792 по 1797 год совершал плавания по Днепру, Бугу, лиманам и в Чёрном море. | [ 16 ] [ 18 ]               |
| Савва     | н/д | 18,3 x 4,4 | 1,1 | Измаил         | 1790 год                          | н/д      | Принимал участие в русско-турецкой войне 1787—1791 годов. В составе гребной флотилии генерал-майора И. М. де Рибаса участвовал во взятии крепости Браилов и сражении под Мачином. | [ 16 ] [ 18 ]               |
| Трофим    | 5   | 18,5 x 4,4 | 1,3 | Измаил         | 1790 год                          | н/д      | Принимал участие в русско-турецкой войне 1787—1791 годов. В составе гребной флотилии генерал-майора И. М. де Рибаса участвовал во взятии крепости Браилов и сражении под Мачином. После войны с 1792 по 1798 год совершал плавания по Днепру, Бугу, лиманам и в Чёрном море. | [ 16 ] [ 18 ]               |
| Яков      | 5   | 18,3 x 5,6 | 1,2 | Измаил         | 1790 год                          | н/д      | Принимал участие в русско-турецкой войне 1787—1791 годов. В составе гребной флотилии генерал-майора И. М. де Рибаса участвовал во взятии крепости Браилов и сражении под Мачином. После войны с 1792 по 1803 год совершал плавания в Чёрном море в составе гребной флотилии. В числе прочего использовался для выполнения гидрографических работ. | [ 16 ] [ 18 ]               |

Помимо приведённых в таблице судов в книге Ф. Ф. Веселаго «Список русских военных судов с 1668 по 1860 год» есть упоминания о трофейном 9-пушечном турецком лансоне, захваченном в 1790 году эскадрой контр-адмирала Ф. Ф. Ушакова между Тендрой и Гаджибеем. Однако сведений о дальнейшей судьбе этого судна, а также данных о включении его в состав российского флота не сохранилось.

Штурм Измаила, вид с речной стороны[комм. 7].
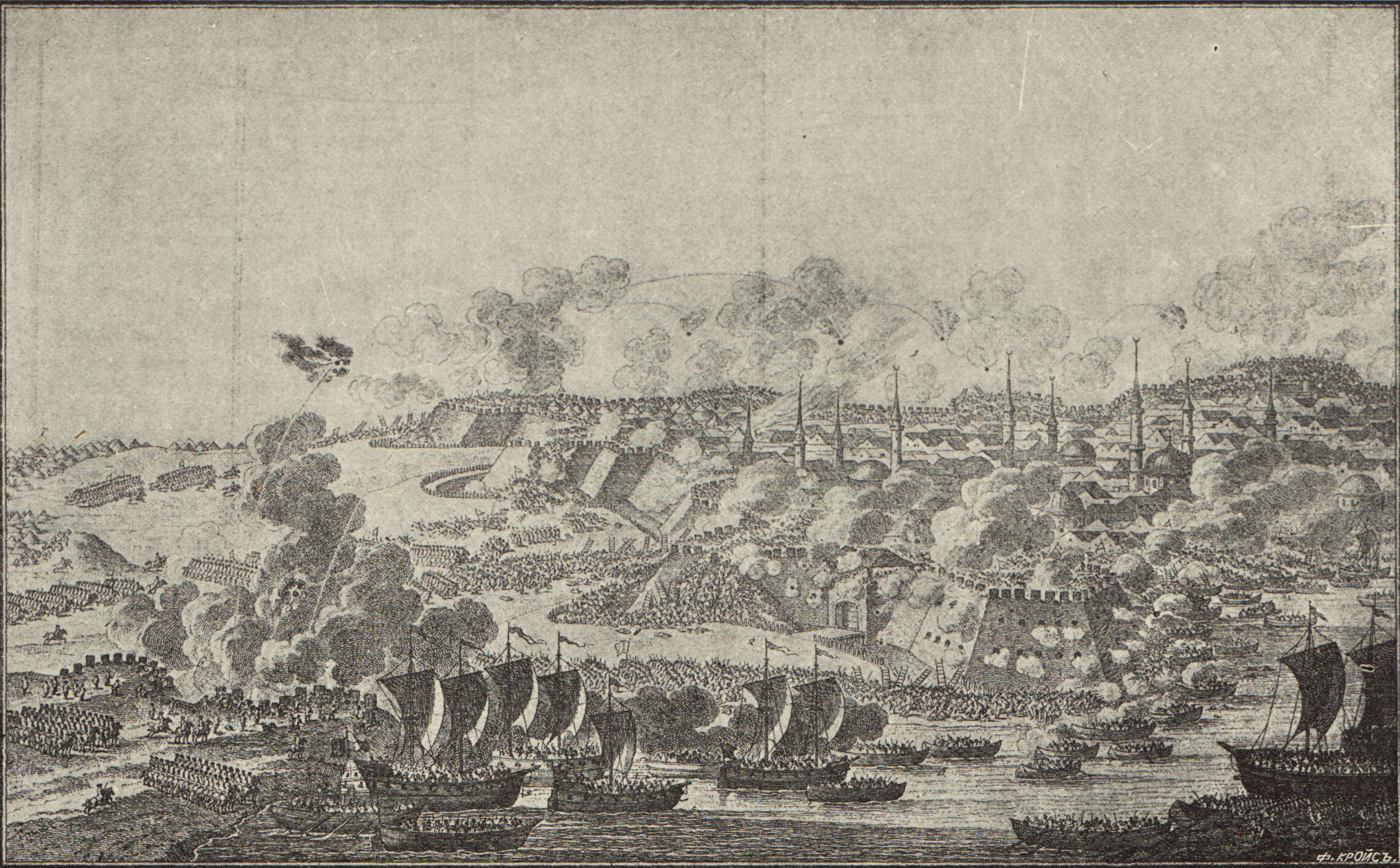
Взятие крепости Измаил[комм. 8].

## Неустановленной постройки
В этом разделе представлены суда, относительно которых нет данных о том, были ли они построены в России или взяты в плен. Нет данных о количестве орудий, размере, осадке, верфи, мастере и дате спуска на воду.
| Название      | Вых.                      | История службы | Прим.                      |
| ------------- | ------------------------- | --- | -------------------------- |
| № 1           | 11 (22) декабря 1790 года | Принимал участие в русско-турецкой войне 1787—1791 годов. В составе гребной флотилии генерал-майора И. М. де Рибаса в сентябре 1789 года перешёл из Днепровского лимана к устью Днестра и Аккерманну. Турецкий флот без боя оставил Гаджибей и Аккерманн, а русские суда ушли к Очакову на зимовку. В следующем году в составе той же флотилии принимал участие в прорыве в Сулинское гирло Дуная, сражении с турецкой флотилией, взятии крепостей Тульча и Исакча, блокаде, бомбардировках и штурме крепости Измаил. Погиб при штурме Измаила. | [ 8 ] [ 22 ] [ 23 ] [ 24 ] |
| № 2           | н/д                       | Принимал участие в русско-турецкой войне 1787—1791 годов. В составе гребной флотилии генерал-майора И. М. де Рибаса принимал участие в прорыве в Сулинское гирло Дуная и штурме Измаила. | [ 8 ] [ 25 ] [ 13 ]        |
| № 3           | н/д                       | Принимал участие в русско-турецкой войне 1787—1791 годов. В составе гребной флотилии генерал-майора И. М. де Рибаса принимал участие в прорыве в Сулинское гирло Дуная и штурме Измаила. Под командованием прапорщика Кондогурия использовался в качестве разведывательного судна. | [ 8 ] [ 25 ] [ 26 ] [ 27 ] |
| № 4           | н/д                       | Принимал участие в русско-турецкой войне 1787—1791 годов. В составе гребной флотилии генерал-майора И. М. де Рибаса принимал участие в прорыве в Сулинское гирло Дуная и штурме крепости Измаил. | [ 8 ] [ 25 ]               |
| № 5           | н/д                       | Принимали участие в русско-турецкой войне 1787—1791 годов. В составе гребной флотилии генерал-майора И. М. де Рибаса принимали участие в штурме Измаила. | [ 23 ] [ 28 ]              |
| № 6           | н/д                       | Принимали участие в русско-турецкой войне 1787—1791 годов. В составе гребной флотилии генерал-майора И. М. де Рибаса принимали участие в штурме Измаила. | [ 23 ]                     |
| № 7           | н/д                       | Принимали участие в русско-турецкой войне 1787—1791 годов. В составе гребной флотилии генерал-майора И. М. де Рибаса принимали участие в штурме Измаила. | [ 23 ]                     |
| № 8           | н/д                       | Принимали участие в русско-турецкой войне 1787—1791 годов. В составе гребной флотилии генерал-майора И. М. де Рибаса принимали участие в штурме Измаила. | [ 23 ]                     |
| № 9           | н/д                       | Принимал участие в русско-турецкой войне 1787—1791 годов. В составе гребной флотилии генерал-майора И. М. де Рибаса принимал участие в штурме Измаила. В 1798 году использовался в качестве транспортного и посыльного судна. | [ 23 ] [ 29 ]              |
| № 10          | н/д                       | Принимал участие в русско-турецкой войне 1787—1791 годов. В составе гребной флотилии генерал-майора И. М. де Рибаса принимал участие в штурме Измаила. | [ 23 ]                     |
| № 11          | 11 (22) декабря 1790 года | Принимал участие в русско-турецкой войне 1787—1791 годов. В составе гребной флотилии генерал-майора И. М. де Рибаса участвовал в прорыве в Сулинское гирло Дуная, сражении с турецкой флотилией, взятии крепостей Тульча и Исакча, блокаде, бомбардировках и штурме крепости Измаил. Погиб при штурме Измаила. | [ 23 ] [ 30 ]              |
| № 12          | н/д                       | Принимали участие в русско-турецкой войне 1787—1791 годов. В составе гребной флотилии генерал-майора И. М. де Рибаса принимали участие в штурме Измаила. | [ 23 ]                     |
| № 13          | н/д                       | Принимали участие в русско-турецкой войне 1787—1791 годов. В составе гребной флотилии генерал-майора И. М. де Рибаса принимали участие в штурме Измаила. | [ 23 ]                     |
| № 14          | 11 (22) декабря 1790 года | Принимал участие в русско-турецкой войне 1787—1791 годов. В составе гребной флотилии генерал-майора И. М. де Рибаса участвовал в прорыве в Сулинское гирло Дуная, сражении с турецкой флотилией, взятии крепостей Тульча и Исакча, блокаде, бомбардировках и штурме крепости Измаил. Погиб при штурме Измаила в результате попадания турецкой бомбы. Весь экипаж, за исключением 8-ми человек, погиб. | [ 23 ] [ 30 ] [ 31 ]       |
| № 15          | н/д                       | Принимали участие в русско-турецкой войне 1787—1791 годов. В составе гребной флотилии генерал-майора И. М. де Рибаса принимали участие в штурме Измаила. | [ 23 ]                     |
| № 16          | н/д                       | Принимали участие в русско-турецкой войне 1787—1791 годов. В составе гребной флотилии генерал-майора И. М. де Рибаса принимали участие в штурме Измаила. | [ 23 ]                     |
| № 17          | н/д                       | Принимали участие в русско-турецкой войне 1787—1791 годов. В составе гребной флотилии генерал-майора И. М. де Рибаса принимали участие в штурме Измаила. | [ 23 ]                     |
| № 18          | н/д                       | Принимали участие в русско-турецкой войне 1787—1791 годов. В составе гребной флотилии генерал-майора И. М. де Рибаса принимали участие в штурме Измаила. | [ 23 ]                     |
| № 19          | н/д                       | Принимали участие в русско-турецкой войне 1787—1791 годов. В составе гребной флотилии генерал-майора И. М. де Рибаса принимали участие в штурме Измаила. | [ 23 ]                     |
| № 20          | н/д                       | Принимали участие в русско-турецкой войне 1787—1791 годов. В составе гребной флотилии генерал-майора И. М. де Рибаса принимали участие в штурме Измаила. | [ 23 ]                     |
| № 21          | н/д                       | Принимали участие в русско-турецкой войне 1787—1791 годов. В составе гребной флотилии генерал-майора И. М. де Рибаса принимали участие в штурме Измаила. | [ 23 ]                     |
| № 22          | н/д                       | Принимали участие в русско-турецкой войне 1787—1791 годов. В составе гребной флотилии генерал-майора И. М. де Рибаса принимали участие в штурме Измаила. | [ 23 ]                     |
| Иринарх       | ноябрь 1796 года          | В ноябре 1796 года были сильно повреждены льдами и затонули в Днепровском лимане. | [ 30 ] [ 32 ]              |
| Киприян       | ноябрь 1796 года          | В ноябре 1796 года были сильно повреждены льдами и затонули в Днепровском лимане. | [ 30 ] [ 32 ]              |
| Мари          | ноябрь 1796 года          | С 1794 по 1796 год совершал плавания по Днепру, Бугу, лиманам и Чёрному морю в составе гребной флотилии. В ноябре 1796 года был сильно повреждён льдами и затонул в Днепровском лимане. | [ 30 ] [ 32 ]              |
| Михаил        | н/д                       | С 1793 по 1797 год совершал плавания между портами Чёрного моря. | [ 30 ]                     |
| Патрикий      | н/д                       | Совершал плавания между портами Чёрного моря в 1796 и 1797 годах. | [ 30 ]                     |
| Святой Андрей | 5 (16) апреля 1792 года   | В апреле 1792 года по пути из Одессы к устью Дуная в связи с сильным противным ветром встал на якорь у входа в Сулинское гирло. На следующий день был сорван с якорей ветром и отнесён на риф Святого Георгия, где разбился. | [ 30 ] [ 33 ]              |

### Комментарии
1. 1 2 3  Лансоны «Мирон», «Моисей» и «Самуил» строились по одному проекту, тип «Мирон».
2. 1 2  Данные о точном месте постройки не сохранились.
3. 1 2 3 4 5 6 7  Лансоны «Антип», «Дионисий», «Ерофей», «Никон», «Родион», «Феофан» и «Фёдор» строились по одному проекту, тип «Антип».
4. ↑  В «Списке русских военных судов» Ф. Ф. Веселаго упоминается в качестве лансона, в более поздних источниках отнесен к так называемым «мореходным» судам.
5. ↑  Или «Симеон и Анна».
6. ↑  Или «Аммос».
7. ↑  Рисунок из книги Н. Орлова «Штурм Измаила Суворовым в 1790 году». Снят с картона из коллекции Дашкова.
8. ↑  Рисунок из книги Н. Орлова «Штурм Измаила Суворовым в 1790 году». Сделан с гравюры из коллекции Дашкова.
9. ↑  Или «Мария».